# Plethodon cinereus
Plethodon cinereus é uma espécie de anfíbio caudado pertencente à família Plethodontidae. Ocorre em encostas florestadas no este da América do Norte, com limite no Missouri a Oeste, Carolina do Norte a Sul, e sul do Quebec a Norte.  É uma de 55 espécies no género Plethodon.

## Descrição e ecologia

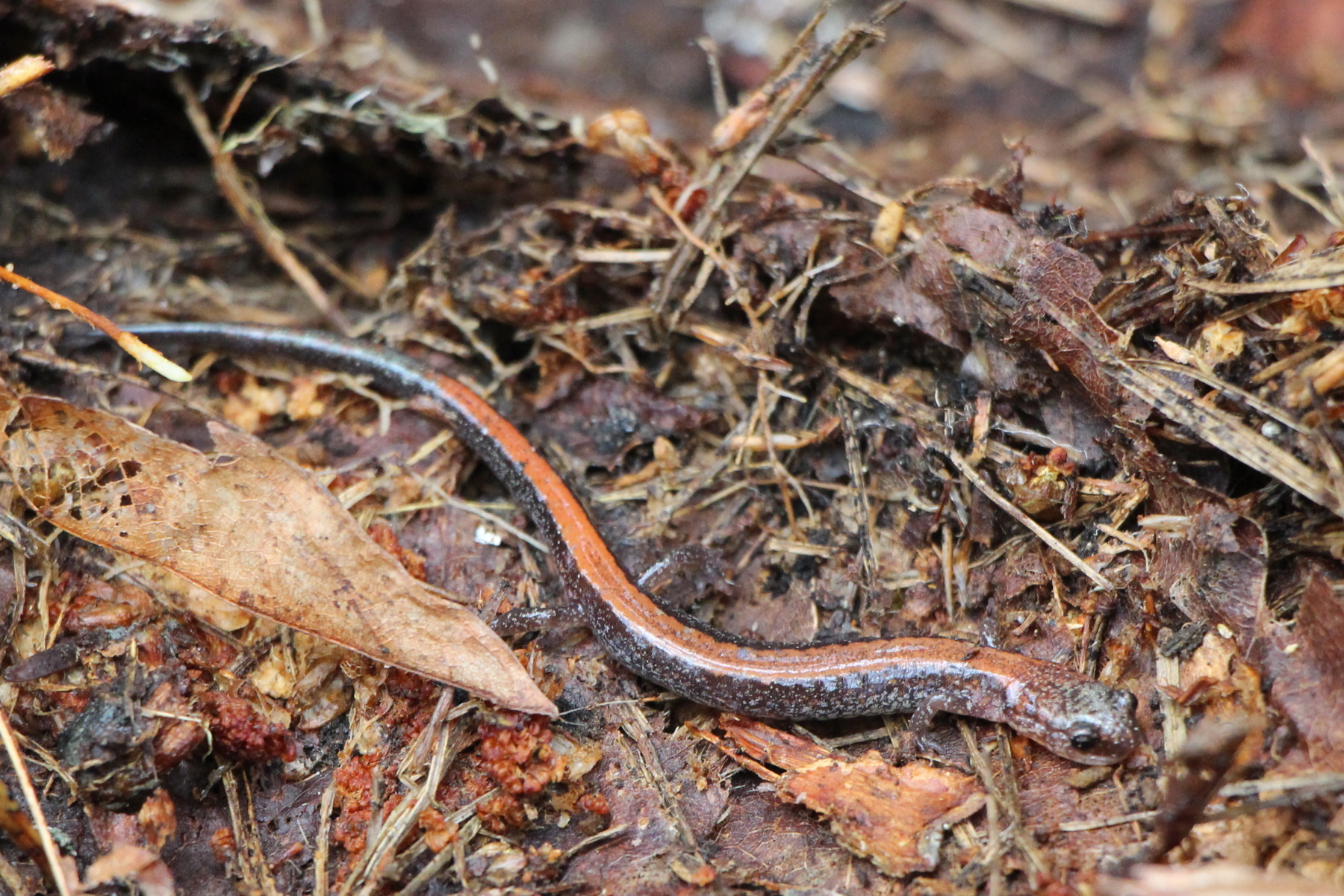
Plethodon cinereus no seu habitat.

É uma salamandra terrestre pequena (5,7 a 10 cm) e vive em áreas florestadas debaixo de rochas, troncos, cortiça e outros detritos. É uma das salamandras mais numerosas ao longo da sua área de distribuição. São comuns duas variedades ou fases de cor: a de "lista vermelha" tem uma faixa dorsal vermelha que se prolonga pela cauda. e a variedade mais escura que carece da maioria ou toda a pigmentação vermelha. A fase vermelha não é sempre vermelha, podendo ter a lista outras cores como amarelo, laranja ou branco. Em casos raros, o corpo todo pode ser completamente vermelho. Ambas as formas tem abdómens às pintas pretas e brancas.
A pele de Plethodon cinereus pode conter Lysobacter gummosus, uma bactéria epibiótica que produz o químico 2,4-diacetilfluoroglucionol e inibe o crescimento de certos fungos patogénicos.

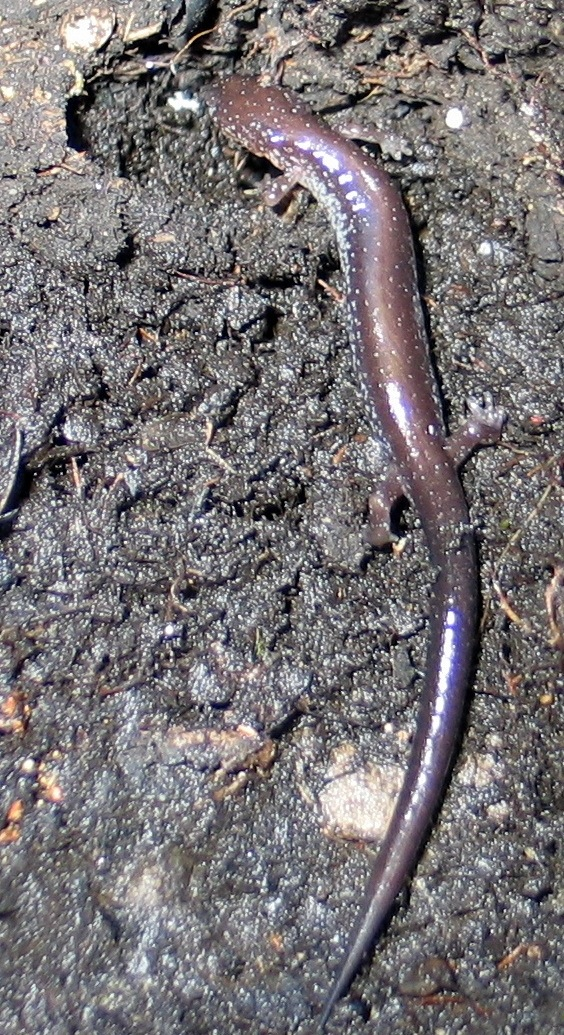
Fase escura

## Comportamento
As duas variedades têm comportamento anti-predador diferente; a fase escura tem tendência a fugir de predadores, enquanto que a fase vermelha fica frequentemente imóvel e exibe possivelmente coloração aposemática. Os níveis de stress de cada fase foram estimados pela determinação da proporção de neutrófilos em relação a linfócitos no sangue, e os resultados sugerem que os níveis de stress são mais elevados na fase escura do que na vermelha. Isto pode ser uma consequência de um maior risco de predação experienciado na natureza pela fase escura, e pode também significar que salamandras de fase escura são mais vulneráveis em cativeiro.

## Reprodução e biomassa
Machos e fêmeas tipicamente estabelecem territórios de alimentação e/ou de acasalemento separados debaixo de pedras e troncos. No entanto, pensa-se que algumas salamandras vermelhas podem estabelecer relações de monogamia social, e podem manter territórios co-defendidos ao longo dos seus períodos activos. Acasalamentos ocorrem em Junho e Julho. As fêmeas produzem de quatro a 17 ovos em um ano. Os ovos eclodem em seis a oito semanas. Não se sabe muito sobre a dispersão de recém-nascidos, embora se pense que estes e juvenis sejam filopátricos. A espécie consome em grande parte invertebrados e outros animais presentes em detritos. Em algumas áreas com bom habitat, estas salamandras são tão numerosas que as sua densidade populacional ultrapassa mul indivíduos por acre.